# John-Olof Persson
John-Olof "John-Olle" Persson, folkbokförd John Olof Persson, född 28 augusti 1938 i Västanfors i nuvarande Fagersta kommun, Västmanlands län, död 8 maj 1989 i Oskarshamn, Kalmar län, var en svensk politiker (socialdemokrat).
Persson var finansborgarråd i Stockholms stad 1973–1976 och 1979–1986. 1986 fick han lämna ifrån sig makten under pågående mandatperiod, sedan hans politik hade förlorat Stockholmspartiets stöd i kommunfullmäktige, och efterträddes därvid som finansborgarråd av moderaten Sture Palmgren.
Han var sambo med Anna Hedborg till sin död. Persson omkom 1989 tillsammans med elva andra ledamöter i Post- och Teleutredningen i en flygolycka utanför Oskarshamn som var på väg till ett studiebesök på en av Televerkets telestationer.